# Bahamský dolar
Bahamský dolar je zákonným platidlem karibského státu Bahamy. Jeho ISO 4217 kód je BSD, do oběhu se dostal v květnu 1966, kdy nahradil tehdy používanou bahamskou libru. Pojmenování „dolar“ má bahamská měna společný s několika měnami států po celém světě. Jedna setina dolaru se nazývá cent. Bahamský dolar je pevně navázán na americký dolar v paritním poměru 1:1.

## Mince a bankovky
Současné mince v oběhu mají nominální hodnoty 1, 5, 10, 15, 25, 50 centů a 1 dolar. Vyšší nominály (2, 5, 10, 25, 50 a 100, 150, 200, 250, 500, 1000 a 2500 dolarů) jsou raženy jen pro sběratelské numismatické účely. Na lícové straně všech mincí je vyobrazen bahamský státní znak, u mincí před rokem 1974 tam byl portrét britské královny. 
Bankovky v oběhu mají hodnoty ½, 1, 3, 5, 10, 20, 50, 100 dolarů.